# فوبيا (فلم)
فوبيا فيلم مصري من إنتاج عام 2017. ساهم في بطولة الفيلم كل من رامي غيط، عمرو رمزي، راندا البحيري ميريهان حسين، أحمد راتب، نهال عنبر، الطفلة جنى وغيرهم. وهو تأليف وأشعار خالد الشيباني وإخراج إبرام نشأت وإنتاج شركة ميرور للإنتاج والتوزيع.
تم عرض الفيلم لأول مرة في السينما المصرية بتاريخ أبريل 2017. ويعتبر آخر أفلام الفنان أحمد راتب والذي قام فيه بتمثيل شخصيتين كما شارك بالغناء بأغنية صاحب.

## ملخص الفيلم
تدور أحداث الفيلم حول شخصين مصابين بالفوبيا تجمعهما الأحداث في مكان واحد ليكتشفا التناقضات الكبيرة بينهم رغم إصابتهم بنفس المرض النفسي وتتوالى المفاجآت في سياق درامي مبتكر.

## بطولة
- رامي غيط
- عمرو رمزي
- راندا البحيري
- ميرهان حسين
- جنا عمرو
- أحمد راتب
- نهال عنبر
- أيمن قنديل
- رانيا محمود ياسين
- حسن عبد الفتاح
- علاء مرسي
- سليمان عيد
- صبري عبد المنعم
- بدرية طلبة[1]

## أغاني الفيلم
كتب أغاني الفيلم مؤلفه خالد الشيباني ولحنها كلا من وائل عقيد ؛ حسن دنيا ووزعها كلا من شريف منصور ؛ محمد قطان
- جمد قلبك (ريكو)
- خد الحياة بالحضن ( بهاء الحسن)
- كان عندي فوبيا (حسام الشرقاوي)
- يا سلام ع الشباب (أحمد رضا)
- صاحب (غناء أبطال الفيلم )

كما شارك المطرب إسماعيل الليثي بجزء من أحد أغانيه الخاصة بأحد الأفراح بالفيلم